# Magari (Marco Castello)
Magari è un singolo del cantautore italiano Marco Castello, in collaborazione con il cantautore italiano Fulminacci, pubblicato il 30 giugno 2022.

## Descrizione
Il brano è scritto, composto e prodotto da entrambi gli artisti.

## Tracce
Testi di Marco Castello e Filippo Uttinacci.
1. Magari (feat. Fulminacci) – 3:25